# Козлов, Евгений Юрьевич
Евге́ний Ю́рьевич Козло́в (укр. Євгеній Юрійович Козлов; 9 августа 2002 — 18 августа 2022, Зайцево) — украинский военнослужащий, солдат, участник российско-украинской войны. Герой Украины (23 августа 2024, посмертно).

## Биография
Евгений Козлов родился 9 августа 2002 года в селе Нечаянное Николаевской области Украины.
С 2021 года служил пулемётчиком в Национальной гвардии Украины.
В ходе российского вторжения в Украину служил в составе 1-го батальона оперативного назначения Бригада быстрого реагирования НГУ «Рубеж» в должности радиотелефониста миномётной батареи. С первых минут полномасштабного вторжения участвовал в боевых действия в районе села Трёхизбенка Луганской области.
Во время боя 3 марта 2022 года попал в плен, в котором пробыл около месяца — 2 апреля был освобождён в результате обмена военнопленными.
Летом 2022 года Козлов вернулся в строй и принял участие в боях в районе Северодонецка Луганской области. В конце лета 2022 года в составе подразделения участвовал в боях на окраине села Зайцево Донецкой области. Погиб 18 августа 2022 года во время боя, когда один из снарядов разорвался рядом с ним.
Похоронен в селе Нечаянное Николаевского района Николаевской области.

## Награды
- Звание «Герой Украины» с удостоением ордена «Золотая Звезда» (23 августа 2024, посмертно) — за личное мужество и героизм, проявленные в защите государственного суверенитета и территориальной целостности Украины, верность военной присяге[4].